# Jérémie (Haiti)

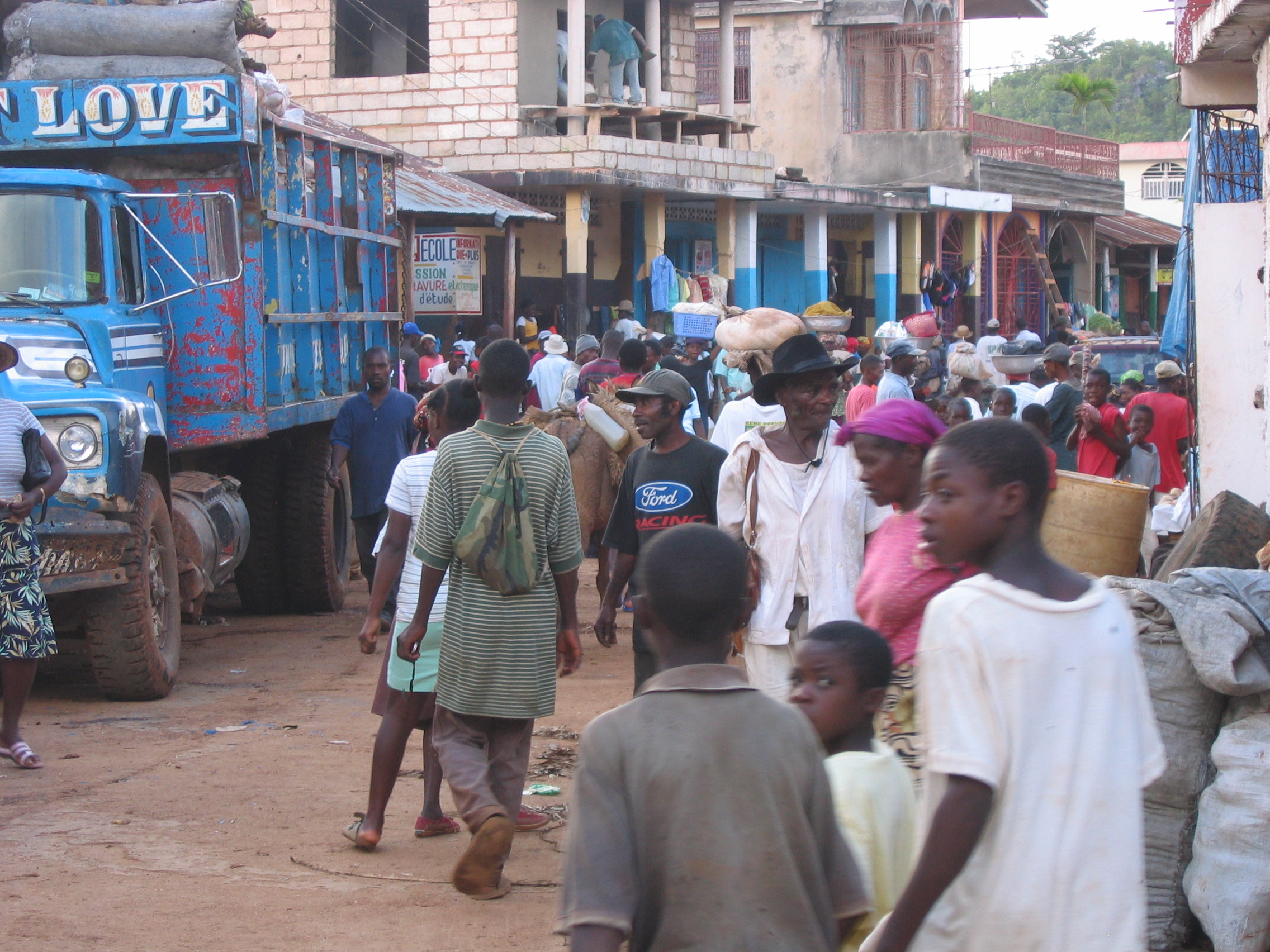
Jérémie (2007)

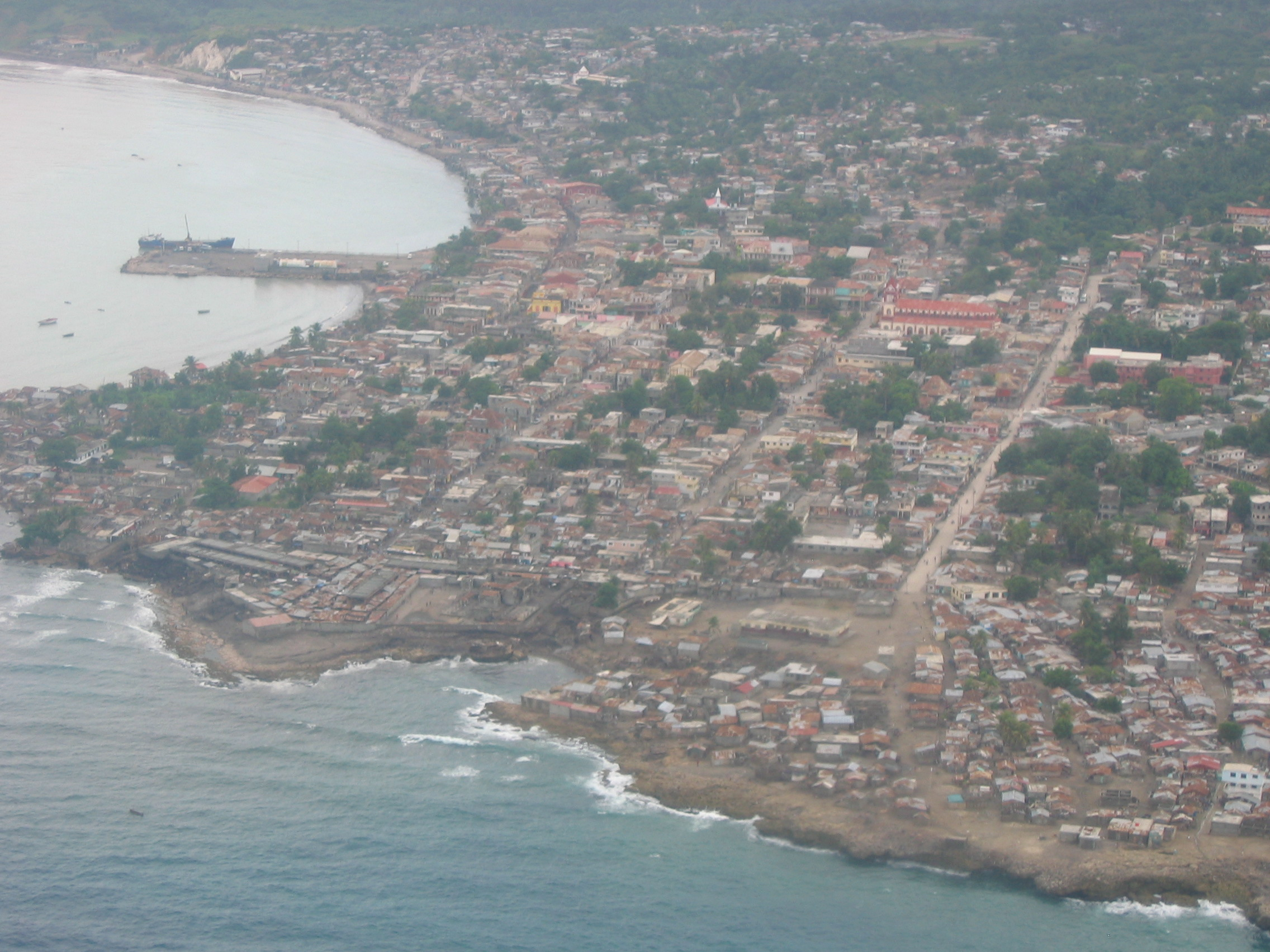
Luftaufnahme Jérémie

Jérémie (Haitianisch-Kreolisch Jeremi) ist ein Arrondissement und der Hauptort des Départements Grand’Anse im Südwesten Haitis.
Jérémie liegt am Rand des Landes im äußersten Südwesten Haitis und ist eine der haitianischen Städte am Golf von Gonâve. Bei der Volkszählung im Jahre 2003 wurden ca. 31.000 Einwohner ermittelt. Der Rivière Grande-Anse, einer der bedeutendsten Flüsse Haitis, mündet bei Jérémie über den Golf von Gonâve in das Karibische Meer.

## Geschichte

### 18. und 19. Jahrhundert
Die Stadt Jérémie wurde 1765 in der französischen Kolonie Saint-Domingue gegründet.
Während des Ersten Koalitionskrieges landete im September 1793 eine britische Schwadron von 900 Soldaten in Jérémie, angeführt von Baron Jean-Charles de Montalembert, einem aus Neufrankreich stammenden Plantagenbesitzer und Sklavenhalter in Haiti, der darauf spekulierte, dass es unter britischer Herrschaft nicht zu einer Sklavenbefreiung kommen werde. Die britischen Truppen wurden von den weißen französischen Siedlern freundlich empfangen, sie erklärten, „bis zum allgemeinen Frieden“ Untertanen von König Georg III. sein zu wollen. Die französischen Siedler stellten eine Miliz auf, die an der Seite der Briten gegen ihre auf Seiten der französischen Revolutionsregierung stehenden Landsleute unter dem Kommando von André Rigaud kämpften. Doch sie konnten sich in den folgenden Jahren gegen die von General Toussaint Louverture geführten Truppen nicht halten. Im September 1798 räumten die dezimierten britischen Einheiten Hispaniola, als einen ihrer letzten Stützpunkte schließlich Jérémie. Daraufhin wurden die Sklaven auch dort befreit.
Beim Aufstand der Haitianer gegen die französische Kolonialmacht vertrieben haitianische Truppen unter dem Kommando von Hauptmann Laurent Férou (1765–1807) am 4. August 1803 die Franzosen aus Jérémie. Nach der Ausrufung der Unabhängigkeit von Saint-Domingue und der Umbenennung des Landes in „Hayti“ am 1. Januar 1804 kam Jean-Jacques Dessalines, der erste Generalgouverneur der jungen Republik, am 9. März 1804 nach Jérémie und nahm Rache an den Weißen. Innerhalb einer Woche ließ er alle 1436 in der Pfarrei Jérémie lebenden Franzosen ermorden, nur etwa ein Dutzend von ihnen verschonte er. Laurent Férou hatte derweil sein Bestes versucht, zumindest die Frauen in Jérémie zu retten.
1844 ließ sich eine große Gruppe britischer Wesleyaner in Jérémie nieder.

### 20. Jahrhundert
Einen wirtschaftlichen Aufschwung erfuhr Jérémie in der Zeit der Besetzung Haitis durch die USA, als Schulen gebaut wurden und die Infrastruktur ausgebaut wurde. Jérémie war eine der ersten sieben Städte Haitis, in denen ein Gymnasium eingerichtet wurde. Der Hafen von Jérémie war einer der zehn für den Außenhandel zugelassenen Häfen des Landes.
Am 5. August 1964 versuchten dreizehn Mitglieder der Gruppe Jeune Haïti (französisch: Junges Haiti), davon zwölf Mulatten und ein Schwarzer, von Jérémie aus eine Revolte gegen die Diktatur von François Duvalier einzuleiten. Sie scheiterten, wurden aufgespürt und an Ort und Stelle oder vor einem Friedhof in Port-au-Prince öffentlich hingerichtet. Entsprechend seiner Politik, die schwarze Unter- und Mittelschicht gegen die mulattische Oberschicht auszuspielen (französisch: „Noirisme“), ordnete Duvalier Vergeltungsmaßnahmen gegen die mulattischen Familien der Stadt an. Von August bis Oktober 1964 ließ er durch Soldaten der Force de Défense Haïtienne und durch Tontons Macoutes Hunderte Mulatten, darunter alte Menschen und Kinder, foltern und anschließend ermorden. Das Massaker wurde, in Anspielung auf die Sizilianische Vesper, als „Vêpres Jérémiennes“ (französisch: Jérémiennische Vesper) bekannt.
Seit 1972 ist die Stadt der Sitz des römisch-katholischen Bistums Jérémie.

## Söhne und Töchter der Stadt
- Thomas Alexandre Dumas (1762–1806), französischer General
- François Denys Légitime (1841–1935), Präsident von Haiti
- Etzer Vilaire (1872–1951), haitianischer Dichter
- Franck Lavaud (1903–1986), haitianischer General und Präsident von Haiti
- Émile Roumer (1903–1988), haitianischer Dichter
- Jean-Fernand Brierre (1909–1992), haitianischer Dichter und Schriftsteller
- Joseph Baguidy (1915 oder 1916–2000), haitianischer Politiker und Diplomat
- René Philoctète (1932–1995), haitianischer Schriftsteller
- Guy Sansaricq (1934–2021), haitianisch-US-amerikanischer Geistlicher, römisch-katholischer Weihbischof in Brooklyn
- Josaphat-Robert Large (1942–2017), Dichter, Prosaautor und Kunstkritiker
- Ericq Pierre (* ≈1945), haitianischer Ökonom und Politiker
- Louis-Jean Sander (* 1967), römisch-katholischer Geistlicher, Weihbischof in Port-au-Prince